# Selección de fútbol de Israel
La selección de fútbol de Israel es el equipo formado por jugadores de nacionalidad israelí que representa a la Asociación de Fútbol de Israel (en hebreo: ההתאחדות לכדורגל בישראל‎ HaHitakhdut leKaduregel beYisrael; IFA) en las competiciones oficiales organizadas por la Unión Europea de Asociaciones de Fútbol (UEFA) y la Federación Internacional de Asociaciones de Fútbol (FIFA).
La IFA fue creada en 1928 en el antiguo territorio del Mandato británico de Palestina, y admitida por la FIFA en 1929. El equipo de esos años, formado por deportistas judíos tanto británicos como locales, participó en las clasificatorias para las Copas Mundiales de Fútbol de 1934 y 1938 bajo el nombre de Palestina o Eretz Israel (en hebreo).
En 1948, tras la fundación del Estado de Israel, la selección asumió su nombre actual. Como entonces miembro de la AFC (confederación asiática), Israel albergó la Copa Asiática de 1964, la cual ganó. Aquello fue su primer y único gran éxito internacional con la selección absoluta, aunque con la Sub-19 ganó el campeonato asiático en 6 ocasiones (1964, 1967, 1971 y 1972 en solitario, 1965 y 1966 compartidos con Birmania). Sin embargo, el conflicto árabe-israelí provocó la salida de Israel de la AFC en 1974, después de que la totalidad de países árabes, tras rechazar competir contra equipos israelíes, votaran a favor su expulsión tras la guerra de Yom Kipur. Esta circunstancia dio con una de las particularidades más curiosas en la historia de la FIFA, que fue la participación de Israel en las eliminatorias mundialistas como miembro asociado de la OFC (confederación oceánica) y la UEFA, sin haber estado adscrita oficialmente a ninguna de ellas. El fútbol fue el último deporte importante en culminar este proceso, llevado a cabo por otros organismos como la Asociación de Baloncesto de Israel, que se había asociado a FIBA Europa ya en 1954.
El estatus de afiliación de la IFA cambió tras veinte años, en 1994, con su entrada en la confederación europea como miembro pleno. Empezó a disputar las clasificatorias a torneos como la Eurocopa con la selección absoluta y la juvenil. Esto la convierte en la única selección del mundo en haber participado y disputado partidos de clasificación mundialista en al menos tres confederaciones continentales. También puede convertirse teóricamente en la segunda selección del mundo que gane títulos oficiales en dos confederaciones diferentes, si llegase a ganar la máxima competición europea de selecciones (la primera fue Australia, cuando ganó en 2015 la Copa Asiática después de ganar en cuatro ocasiones la Copa de las Naciones de la OFC), y sería una de muy pocas selecciones del mundo en disputar dos o más competiciones continentales oficiales de distintas confederaciones, si logra clasificarse para la fase final de la Eurocopa (objetivo que no ha logrado hasta la fecha).
Pese a optar a disputar numerosas eliminatorias, solo ha conseguido clasificarse una vez a la fase final de la Copa Mundial de Fútbol, la de México de 1970, cuando aún pertenecía a la confederación asiática. Aunque los israelíes fueron eliminados ya en la primera fase, tuvieron una buena actuación y consiguieron dos empates. Mordejai Spiegler fue el primer jugador israelí en anotar un gol en una Copa Mundial. Es considerado por la FIFA como el mejor futbolista de Israel de los últimos 50 años.

## Historia

### Comienzos bajo mandato británico (1934-1948)
La selección israelí tuvo sus comienzos bajo el nombre de Palestina, diferenciado del actual territorio por el nombre de Eretz Israel. Desde 1920, el Imperio británico controlaba la región meridional del levante mediterráneo desde que el Imperio otomano lo perdió. Aunque el Reino Unido administraba estos territorios de facto desde 1917, el Mandato entró en vigor en junio de 1922 y expiró en mayo de 1948, con la fundación del Estado de Israel. En un primer momento incluyó los actuales territorios de Jordania, Israel y los Territorios Palestinos, si bien a partir de septiembre de 1922 el Reino Unido separó la parte oriental del mismo y creó el Emirato de Transjordania (actual Jordania); de esta forma quedó Palestina/Eretz Israel como el seleccionado representativo de la región. Posteriormente fue Israel la selección vigente, tras la creación de la Autoridad Nacional Palestina y la separación de las mismas.
El Mandato británico de Palestina quiso a través de la IFA presentar un equipo para participar en la 1.ª edición de la Copa Mundial de 1930 de Uruguay bajo el amparo de la Asociación de Fútbol (FA), que como regidor del fútbol en los equipos británicos, lo era también en sus colonias, a las que pertenecía Eretz Israel. Sin embargo, debido a las disputas existentes entre la citada FA y la FIFA por el control sobre la organización y las normas del fútbol, acabó en una prohibición por parte de la FA de la participación de las selecciones bajo su amparo en dicho torneo.
Un año después, en 1931, el equipo jugó sus primeros encuentros internacionales. Un combinado de equipos de El Cairo se acercó a Palestina para disputar algunos partidos frente a los equipos más competitivos de la región. El gobierno del mandato decidió enviar entonces a 17 futbolistas para devolver la visita a los egipcios, 9 de los cuales eran de Las Islas y 8 de equipos judíos locales, aunque finalmente fueron 6 judíos y un árabe los que acompañaron a los británicos. Los jugadores palestinos fueron Avraham Reznik, Emre Yaakobi, Haim Delitzki, Menahem Heresh, Akiva Zwabner y Shimon «Lomek» Ratner. El primer partido del "tour" egipcio tuvo lugar en El Cairo, el 10 de abril del mismo año bajo una gran cobertura mediática. El seleccionado local egipcio venció por 5-0 al equipo palestino, que estuvo representado por Yaakobi, Ratner y Reznik. Unos días más tarde se enfrentaron a un combinado de Alejandría, frente al que también perdieron por 2-0. En el último encuentro, disputado contra jugadores de la Armada británica, vencieron por 2-5. Los tantos de Ratner y Delitzki fueron los dos primeros del combinado palestino y fueron así los primeros goleadores de un combinado palestino, pese a que, debido a que no estaba formado exclusivamente por jugadores de dicho territorio ni auspiciados bajo ninguna asociación, no se consideren oficiales.
A partir de ese momento se dieron los pasos para el nacimiento de un combinado exclusivo de jugadores palestinos. Este jugó su primer partido en 1934 en la fase de clasificación para el Mundial de 1934 de Italia y cayeron derrotados por 7-1 ante la selección egipcia, en la que fue hasta la actualidad la peor derrota del combinado israelí. El primer gol de la selección fue obra de Avraham Nudelmann. Cabe destacar la curiosidad de este enfrentamiento, y los sucesivos jugados por el mandato, ya que tanto la actual selección israelí como la selección palestina registran dichos encuentros como oficiales de su selección, pese a que la selección palestina no fue aceptada oficialmente por la FIFA hasta 1998 tras 50 años de intentos,  debido a los conflictos entre ambos territorios que aún perduran en la actualidad.
La selección jugó cuatro partidos más antes de pasar a conocerse como la actual Israel. Estos se disputaron frente a la selección egipcia (el correspondiente al partido de vuelta de la ya citada fase de clasificación del Mundial de 1934), dos partidos frente a la selección griega correspondientes a la fase de clasificación del Mundial de 1938 de Francia y un amistoso frente a la selección libanesa, que ganaron por 5-1 y que fue la primera victoria de la historia de la selección.,
Con la creación del Estado de Israel en 1948, la Asociación de Fútbol de Israel se convirtió en la asociación oficial del nuevo estado al sustituir a la antigua Asociación de Fútbol de Palestina, existente desde 1928 y afiliada a la FIFA desde el 6 de junio de 1929.

### Nacimiento y primeros años de Israel (1948-1956)

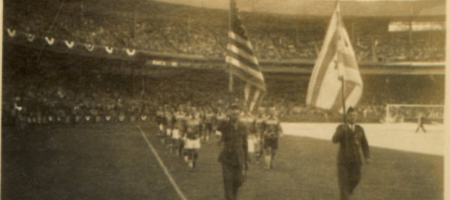
Primer partido de la selección como Estado independiente de Israel frente al combinado olímpico de.

El primer encuentro de Israel como país independiente fue el 26 de septiembre de 1948 contra la selección olímpica estadounidense, en un amistoso disputado en Nueva York en el que perdió por 3-1. Pese a que la IFA pertenecía al máximo organismo internacional, no era así en la Confederación Asiática de Fútbol (AFC) por lo que la FIFA no considera dicho encuentro como oficial. La independencia del Imperio británico lograda el 14 de mayo de 1948 se veía completada en el ámbito futbolístico con la disputa de este partido.
El siguiente encuentro de la nueva selección israelí fue el 30 de julio de 1949 frente a la selección chipriota. Dicho encuentro que finalizó con victoria israelí por 3-1 no es considerado oficial por la Asociación de Fútbol de Chipre (Κυπριακή Ομοσπονδία Ποδοσφαίρου) ya que fue disputado antes de la independencia del país chipriota. Pese a ello, la FIFA sí lo considera oficial, por lo que es considerado el primer partido de Israel como selección independiente.
Sin conseguir mayores logros o actuaciones destacadas, el equipo falló en la clasificación de dos Mundiales más, por lo que aún no contaba presencias en una gran competición internacional, circunstancia que cambió en 1956, cuando la Asociación Israelí fue aceptada oficialmente en la Confederación Asiática.

### Integrante de distintas asociaciones (1956-1991)

#### Época dorada en la confederación asiática
En 1956 la selección israelí pasa a formar parte oficial de la Confederación Asiática al ser aceptada por la misma la Asociación de Fútbol de Israel y, bajo tal circunstancia, pasó a disputar la fase de clasificación de la recientemente creada Copa Asiática. Esta primera edición fue disputada en Hong Kong, y la selección israelí logró el subcampeonato en su primera participación en una gran competición.
En un formato de todos contra todos en un único grupo, el combinado ganó el primer enfrentamiento frente a la anfitriona selección hongkonesa por 2-3 y se colocó como primera clasificada. Sin embargo, el segundo partido frente a la selección surcoreana resultó a la postre definitivo. La victoria de los orientales por 1-2 significó depender de ellos para alzar el título en el último partido siempre que los israelíes consiguieran derrotar a la selección survietnamita. Los israelíes vencieron por 2-1 y dejaron el título en manos de la actuación surcoreana. Estos no fallaron y, tras vencer por 5-3 tres días después, arrebataron el título a los judíos, que vieron cómo su jugador Nahum Stelmach se convertía en el máximo goleador del torneo con cuatro tantos.
En su segunda participación en la competición en el año 1960 celebrado en Corea del Sur, la selección repitió subcampeonato bajo el mismo formato, y de nuevo fue en detrimento de la selección surcoreana, que contaba esta vez con el “plus” de ser la anfitriona.
Sus dos victorias por 1-5 y 1-0 frente a la selección survietnamita y la selección taiwanesa quedaron ensombrecidas por el decisivo encuentro frente a los orientales, pese a que se jugó en la primera jornada del torneo. En dicho partido, los surcoreanos vencieron por un claro 3-0 que de nuevo fue decisivo para que alzasen su segundo título y dejaron nuevamente a los israelíes en el segundo escalón del podio.
En 1964, Israel celebró la tercera edición de la Copa Asiática, donde se coronó finalmente como campeón. La hasta el momento su máxima rival en la competición, Corea del Sur, tropezó en su primer encuentro frente a la selección hindú, que pasó a ser el rival a batir. Los hebreos superaron en el encuentro inaugural a la selección hongkonesa por 1-0. En el segundo se impuso 2-0 a los hindúes y dejó casi sentenciado el título, refrendado en el último y definitivo choque donde le bastaba un empate para alzarse con el entorchado. Aun así, Israel aseguró su triunfo al vencer por 1-2 a la selección surcoreana el 9 de junio de 1964.
En la siguiente edición de Irán no consiguieron revalidar el título de una competición que aumentó en uno el número total de participantes. Pese a ello, el combinado realizó una notable actuación y finalizó en un meritorio tercer puesto, que la situaban como la mejor selección asiática del momento. Su gran momento futbolístico, se vio secundado por la participación en otra de las máximas competiciones futbolísticas existentes, el torneo de fútbol de 1968 de los Juegos Olímpicos de Ciudad de México.
En la fase de grupos estuvo encuadrada en el difícil Grupo C junto a la selección húngara, vigente campeona olímpica y una de las mejores selecciones del momento; la selección ghanesa, vigente subcampeona e histórica doble campeona de la Copa Africana de Naciones, era la mejor selección africana del momento; y la selección salvadoreña, a priori la más débil del grupo. Israel se clasificó para la fase final eliminatoria tras derrotar por 5-3 a los africanos en la ciudad de León, por 3-1 a los centroamericanos en el mismo emplazamiento, y caer en el último e intrascendente encuentro ante los europeos por 2-0 en Guadalajara. En los cuartos finalizó su participación tras caer ante la selección búlgara que apeó al conjunto hebreo desde el punto fatídico tras finalizar el encuentro con empate a un gol.
Se avecinaba otro Mundial y este deparó una grata noticia para Israel. Logró su clasificación frente a las selecciones de Nueva Zelanda y Australia. Fue la última participación por Asia del conjunto israelí antes de su expulsión. La progresión mostrada en los JJ. OO. de México, donde se incubaron unas buenas bases, se vio reflejada con el fruto más reseñable de su historia: la clasificación por primera vez a la fase final de una Copa Mundial de Fútbol. Fue la IX edición del certamen celebrado en 1970 en el mismo país en el que jugaron su última competición internacional, México.
La participación llegaba en un momento en el que la selección contaba con los que a la postre resultaron algunos de los mejores futbolistas de la historia de Israel. Jugadores como Mordechai Spiegler, Giora Spiegel, Yochanan Vollach y Shmuel Rosenthal, y liderados desde el banquillo por Emmanuel Scheffer. El resto de aquella convocatoria la completaron: Itzhak Visoker, Feiwel Bar, Menachem Bello, David Primo, Zvi Rosen, Itzhak Shum, Yehoshua Feigenbaum, George Borba, Jeshaayahu Schwager, Yechezkel Chazom, Daniel Rom, Rachamim Talbi, Eliahu Ben Rimoz, Moshe Romano, Aharon Shuruk, David Karako, Yechiel Hameiri y Iair Nossovski.
Pese a que el equipo no consiguió clasificarse para la segunda fase del torneo, dio la cara en aquel campeonato y dejó una buena imagen. En su primer compromiso cayeron frente a la selección uruguaya por 2-0 en el Estadio Cuauhtémoc de Puebla. En el segundo encuentro, frente a la selección sueca en el Estadio Luis Dosal de Toluca, llegó el único gol de Israel en los mundiales, anotado por el jugador más importante de su historia, Mordechai Spiegler, gol que supuso el primer punto en un Mundial, al finalizar el partido con el marcador de 1-1. Israel se jugaba su clasificación ante la selección italiana, a la que debía vencer por 2-0 para clasificarse para los cuartos de final, pero no fue posible y arrancó un 0-0 en el Estadio Luis Dosal de Toluca, que si bien era insuficiente para clasificarse, sí era un empate de prestigio ante la que posteriormente salió como subcampeona. Israel se marchaba de su primer Mundial con 2 puntos en su haber. Un éxito que no han podido repetir hasta la actualidad.

#### Actuaciones sin asociación continental oficial
Pese a estar clasificada para la fase final de la Copa Asiática de 1972, en la que fueron de nuevo los anfitriones, fueron expulsados de la competición antes de que esta tuviese lugar. Cerraron así sus apariciones como miembro de la Asociación Asiática de Fútbol, ya que en 1974 la IFA fue desahuciada de la AFC debido al conflicto de la comunidad árabe con los israelíes, por el que muchos países se negaban a competir con los hebreos. El fútbol, como muchos otros deportes, se vieron afectados por el hecho, y los israelíes pasaron muchos años sin pertenecer a una asociación futbolística, con excepción de la FIFA.
Sin el auspicio de una asociación continental que la amparase tras su expulsión de la AFC, Israel pudo seguir compitiendo en competiciones internacionales FIFA al seguir unida la Asociación Israelí a esta, y a que fue aceptada de manera provisional como miembro asociado en la Confederación de Fútbol de Oceanía (OFC) para poder seguir disputando el derecho a una plaza para participar en las competiciones FIFA: los Juegos Olímpicos y el Mundial.
Sin embargo, su participación en una nueva edición de los Juegos, en 1976 en Montreal, vino por una previa clasificación en las eliminatorias de Asia. Curiosamente, ya en el torneo, los hebreos llegaron hasta los cuartos de final sin vencer ningún partido. Los tres empates en el Grupo B frente a la selección guatemalteca por 0-0, a su par mexicano por 2-2 y al seleccionado francés por 1-1 (equipos donde empezaban a despuntar jugadores como Hugo Sánchez o Michel Platini) le permitieron clasificarse a la fase eliminatoria, donde se enfrentó a la tricampeona mundial, la selección brasileña. En el encuentro los israelíes fueron eliminados tras perder 4-1, pese a llegar con un meritorio empate a cero al descanso del encuentro.
Tras no poder clasificarse para los Mundiales de Alemania 1974 y Argentina 1978, Israel debutó en una fase de clasificación europea para la Copa Mundial de 1982 de España en donde finalizó en último lugar, notando la mayor competitividad respecto a la zona asiática. Aun así, el equipo consiguió sumar cinco puntos, y logró una honrosa victoria frente a la selección portuguesa por 4-1 en Tel Aviv, merced a una buena actuación de Beni Tabak, autor de una tripleta. Fue la primera actuación como integrante UEFA antes de su futura adhesión oficial a la misma.
Dos nuevas fases clasificatorias, esta vez bajo amparo de la OFC para los mundiales de México 1986 y de Italia 1990 negaron la segunda participación israelí en una Copa del Mundo. Pese a disputar la plaza frente a selecciones oceánicas, de un nivel más acorde a su capacidad que las poderosas y competitivas selecciones europeas en la fase clasificatoria de 1982, Israel también fue eliminada aunque estuvo cerca de acudir al mundial de Italia luego de quedar primero de la zona, teniendo que disputar la plaza de repesca contra la Selección Colombia de Conmebol en partidos de ida y vuelta. En dicha eliminatoria, resuelta por un global de 1-0, los israelíes no pudieron remontar la vuelta en Ramat Gan el gol de la ida de los sudamericanos.

### Bajo auspicio UEFA (1991-Act.)

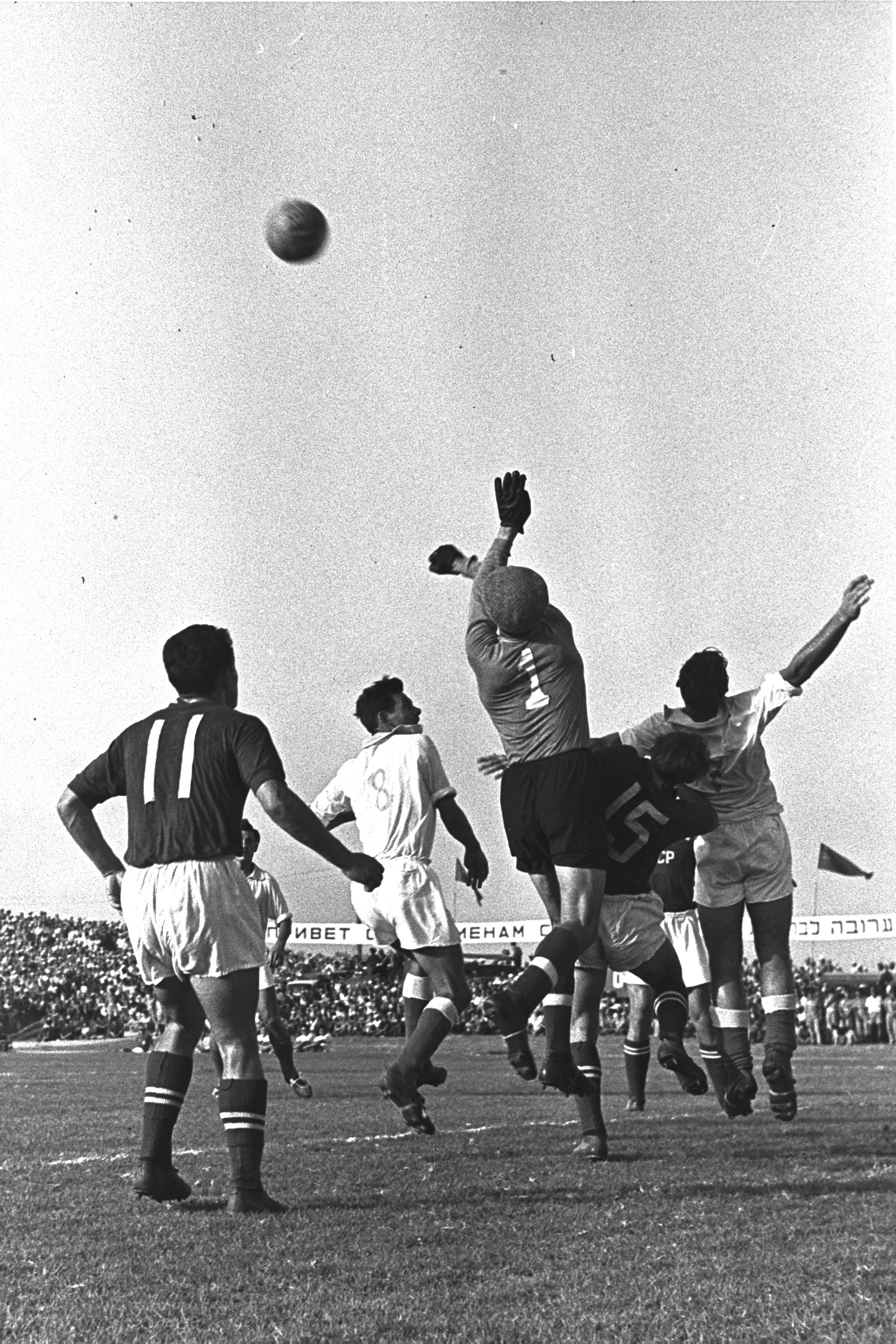
Un momento de tensión en el partido de fútbol Israel-Rusia celebrada en Ramat Gan Stadium.

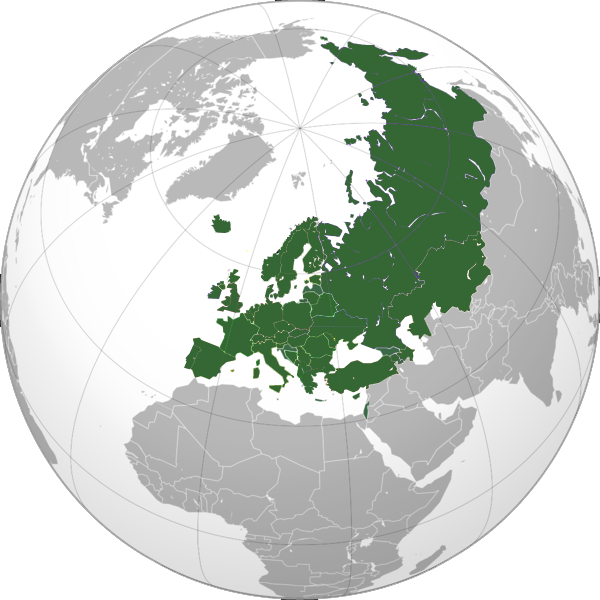
Israel pasaba a formar parte de la UEFA de manera oficial en 1994.

El auspicio de UEFA a Israel en varias ocasiones se vio arraigado en 1991, cuando los clubes del país empiezan ese año a disputar competiciones oficiales europeas, y de manera oficial y a todos los efectos a su selección en 1994 ante la FIFA.
Debido a la competitividad frente a las fuertes selecciones europeas, Israel mejoró su potencial y así protagonizó uno de sus mejores y el posiblemente más impactante partido de su historia. El 13 de octubre de 1993 se celebró en el Parque de los Príncipes el encuentro entre Israel y la selección francesa perteneciente a la fase de clasificación para el Mundial de 1994 de Estados Unidos. El partido supuso una de las más sonadas sorpresas en la historia de las eliminatorias mundialistas, ya que el combinado hebreo se impuso por 2-3 ante un equipo que contaba con muchos futbolistas que apenas unos años después se coronaron como campeones del mundo. Laurent Blanc, Didier Deschamps, Marcel Desailly, Bixente Lizarazu, Emmanuel Petit y Youri Djorkaeff, además de históricos jugadores como Éric Cantona, Jean-Pierre Papin o David Ginola, veían como la derrota, unida a la posterior frente a la selección búlgara, les dejaba fuera de la Copa del Mundo. Los históricos goles de los israelíes fueron marcados por Ronen Harazi, Eyal Berkovic y Reuven Atar en un partido histórico para su historia, pese a que finalizaron en el último lugar del grupo.,
Debido a que no estaba plenamente integrada en la UEFA para 1992, no se vio hasta septiembre de 1994 a la selección israelí disputando una fase de clasificación del nuevo torneo que disputó en adelante: la Eurocopa.
Las eliminatorias correspondientes a la Eurocopa 1996 de Inglaterra vieron tres victorias de la selección, y un penúltimo puesto, siendo la mejor clasificación de los israelíes desde que forman parte de la asociación europea. El buen trabajo vio sus mejores frutos en el año 2000 cuando en la fase clasificatoria de la misma competición Israel consiguió finalizar segunda de su grupo por detrás de la selección española para la repesca de la Eurocopa 2000 de Bélgica y los Países Bajos. Finalmente, la selección danesa, campeona de la competición en 1992, dejó sin entrar en el torneo a los hebreos tras el 8-0 global de la eliminatoria., Pese a ello, supuso un gran avance para Israel.

### Actualidad
En la clasificación para el Mundial de 2006 de Alemania, Israel estuvo muy cerca de disputar una nueva repesca para una gran competición tras finalizar 3.ª de su grupo, por detrás de la selección francesa y la selección suiza con la que empató a puntos pero obtuvo un peor diferencia de goles. Quedó eliminada pese a no perder ni un partido. De sus diez encuentros vencieron en cuatro y empataron en seis. El entrenador Avraham Grant, que tan buenos resultados había conseguido al frente de la selección, dejó el cargo el 26 de octubre de 2005. Su sucesor fue Dror Kashtan, el técnico más laureado del fútbol israelí a nivel de clubes.
Debido al asentamiento de Israel y la IFA en la UEFA, se produjo la curiosidad de la mudanza de Asociación de la selección australiana en el año 2006. El precedente israelí fue una de las alegaciones que presentó la Federación de Fútbol de Australia (Football Federation Australia - FFA) para solicitar el cambio de la Confederación de Fútbol de Oceanía (OFC), lugar que le corresponde por situación geográfica y de la que fue miembro fundador, a la Confederación Asiática de Fútbol (AFC) a la que pertenece actualmente.
Los que fueron pupilos del llamado "Dream Team" de Guy Levy en la selección sub-21 israelí conforman una nueva generación de futbolistas que comienza a dar frutos. En la citada categoría inferior lograron clasificarse para la fase final del Eurocopa Sub-21 de 2007 de los Países Bajos tras eliminar a la selección sub-21 francesa en la eliminatoria final, lo que supone ser uno de sus mejores registros en un torneo desde los Juegos Olímpicos de Montreal 1976. Hasta 7 jugadores de aquella generación han debutado en la selección absoluta y actualmente son fijos en las convocatorias: Ben Sahar (jugador más joven en marcar con la absoluta), Toto Tamuz (debutó con gol ante la selección andorrana), Amit Ben-Shushan (debutó con gol en su primer partido de titular), Yuval Shpungin, Dekel Keinan, Barak Itzhaki (debutó con gol ante la selección macedonia) o Shlomi Arbeitman (debutó con una tripleta ante la selección azerbayana) son algunas de las nuevas promesas del combinado que lucha por participar en su primera Eurocopa y su segundo Mundial en la historia.
En la fase de clasificación para el Mundial de 2014 de Brasil, pese a encontrarse con las selecciones de Rusia o Portugal, a priori más potentes y que sobre el papel se disputaron el acceso mundialista, Israel llegó a estar segunda en el Grupo F tras haber disputado casi la mitad de los partidos de la fase, situación que le dio acceso a la repesca, pero al final de cuentas no pudo pasar del tercer lugar del grupo y quedó eliminada.
En la eliminatoria para la Eurocopa 2016 tuvo un grupo bastante complicado en el cual tuvo que enfrentar a selecciones que participaron en el mundial de Brasil 2014 como Bélgica y Bosnia y Herzegovina, eliminatoria que al final terminó en cuarto lugar entre seis equipos, solo superando a Chipre y Andorra.
Para el mundial de Rusia 2018 tuvo el problema de enfrentarse a las campeonas mundiales España e Italia, lo que hacía difícil para Israel de por lo menos alcanzar el repechaje. Sus resultados fueron bastante malos, donde incluso solo pudo ganar un partido como visitante (ante Liechtenstein) y cuatro en total, lo que lo colocó en el cuarto lugar del grupo entre seis participantes.

## Últimos y próximos partidos
Actualizado al último partido jugado el 6 de junio de 2025
| Fecha      | Ciudad      | Local      | Resultado | Visitante   | Competición                     |
| ---------- | ----------- | ---------- | --------- | ----------- | ------------------------------- |
| 11-06-2024 | Debrecen    | Israel     | 4:0       | Bielorrusia | Partido amistoso                |
| 06-09-2024 | Debrecen    | Israel     | 1:3       | Bélgica     | Liga de Naciones UEFA 24/25     |
| 09-09-2024 | Budapest    | Israel     | 1:2       | Italia      | Liga de Naciones UEFA 24/25     |
| 10-10-2024 | Budapest    | Israel     | 1:4       | Francia     | Liga de Naciones UEFA 24/25     |
| 14-10-2024 | Udine       | Italia     | 4:1       | Israel      | Liga de Naciones UEFA 24/25     |
| 14-11-2024 | Saint-Denis | Francia    | 0:0       | Israel      | Liga de Naciones UEFA 24/25     |
| 17-11-2024 | Budapest    | Bélgica    | 0:1       | Israel      | Liga de Naciones UEFA 24/25     |
| 22-03-2025 | Debrecen    | Israel     | 2:1       | Estonia     | Clasificación Copa Mundial 2026 |
| 25-03-2025 | Debrecen    | Israel     | 2:4       | Noruega     | Clasificación Copa Mundial 2026 |
| 06-06-2025 | Tallin      | Estonia    | 1:3       | Israel      | Clasificación Copa Mundial 2026 |
| 10-06-2025 | Debrecen    | Eslovaquia | -:-       | Israel      | Partido amistoso                |
| 05-09-2025 | Chisináu    | Moldavia   | -:-       | Israel      | Clasificación Copa Mundial 2026 |
| 08-09-2025 | Debrecen    | Israel     | -:-       | Italia      | Clasificación Copa Mundial 2026 |
| 11-10-2025 | Oslo        | Noruega    | -:-       | Israel      | Clasificación Copa Mundial 2026 |
| 14-10-2025 | TBD         | Italia     | -:-       | Israel      | Clasificación Copa Mundial 2026 |
| 16-11-2025 | Debrecen    | Israel     | -:-       | Moldavia    | Clasificación Copa Mundial 2026 |

## Estadio

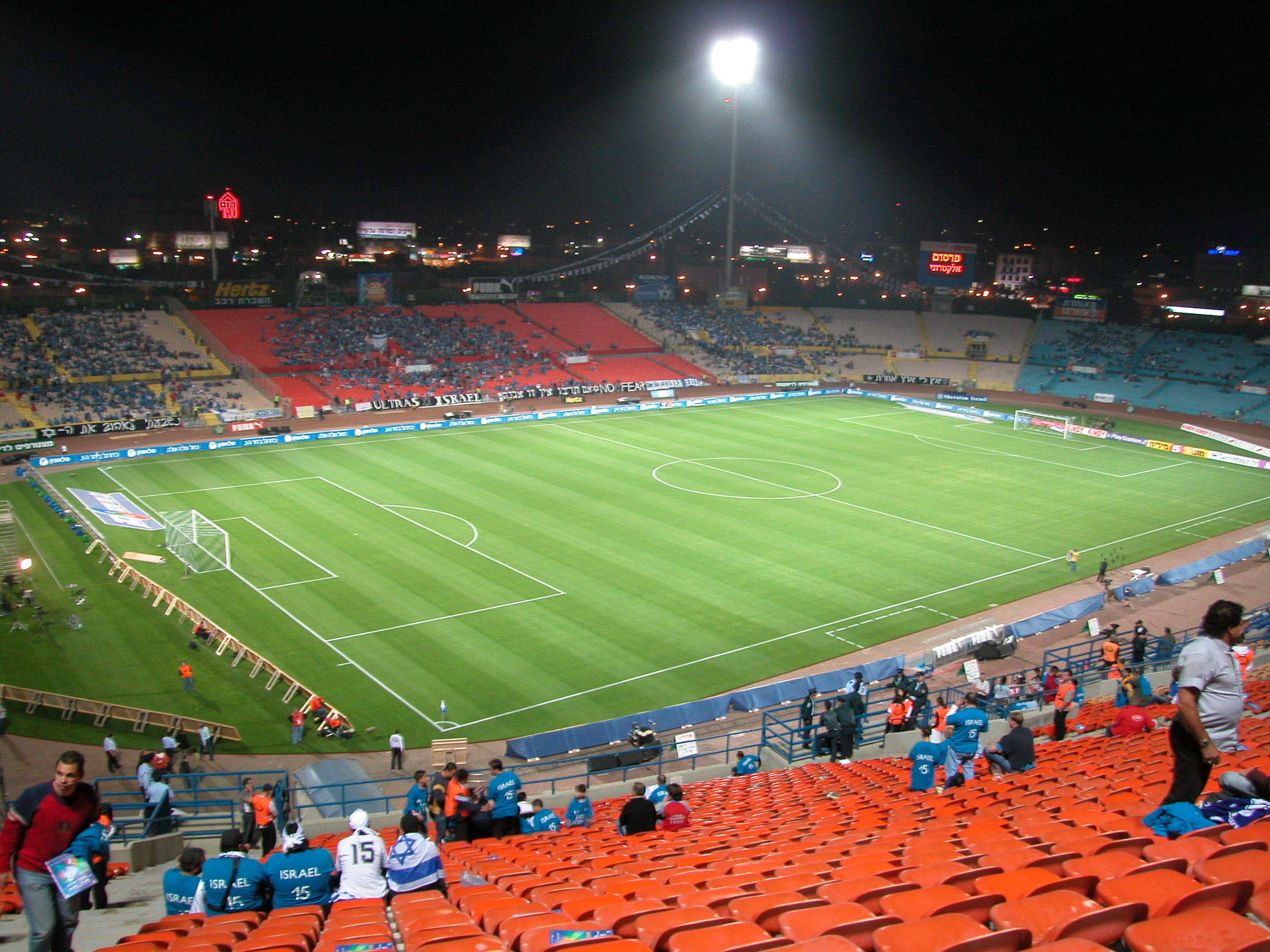
El Ramat Gan Stadium, de la ciudad de Ramat Gan, Tel Aviv, es la sede de los partidos de Israel como local.

El Ramat Gan Stadium (איצטדיון רמת-גן), también conocido como Estadio Nacional (האצטדיון הלאומי, The National Stadium), es el estadio donde la selección jugaba sus encuentros como local hasta el año 2014. Ubicado en Ramat Gan, ciudad del distrito de Tel Aviv, fue construido en 1951 en un proyecto del arquitecto londinense Ivor Shaw.
En el año 1982 se produjo una remodelación del mismo, siendo la tribuna oeste la que culminó las obras para ofrecer un aspecto más moderno del antiguo recinto. Pese a que uso más común y principal es el de albergar encuentros de fútbol, también está diseñado para acoger competiciones de atletismo, dando cabida a 41 583 espectadores lo que le sitúan como el estadio deportivo más grande y moderno de Israel.
Es además el único estadio del país con categoría de clase mundial lo que le permite albergar las competiciones más prestigiosas del fútbol UEFA y FIFA, como las fases de clasificación para la Copa del Mundo y los partidos de la Liga de Campeones de la UEFA, además de reflejarse en la celebración de la próxima Eurocopa Sub-21 de 2013 de la que podría ser una de las sedes. Acoge también los Juegos Maccabiah desde 1950, una competición multideportiva similar a los Juegos Olímpicos, en la que solo compiten atletas judíos.
Se tiene prevista una remodelación que mejore el estadio y sus instalaciones, llevándolo hasta las 60 000 localidades, y que se esperaba que esté finalizada para el año 2015, que actualmente se encuentra paralizada.

## Uniforme y escudo

La Estrella de David es uno de los símbolos más significativos del judaísmo, y como tal, de su selección.

Histórica y tradicionalmente, la selección israelí ha vestido el color blanco como principal en su uniforme futbolístico y predominante en la bandera del país. Este color fue incluso el vestido por la selección durante su período como Mandato británico de Palestina, más conocida como Eretz Israel, en sus primeros partidos, como reflejan las instantáneas de su gira por el vecino Egipto en los años 30. Pese a que en aquel entonces la bandera era roja en su mayoría, uno de los colores identificativos del Reino Unido, el hecho de vestir el blanco se deba quizá a los colores que vestía la selección inglesa, espejo de todos los combinados de las colonias británicas. Para diferenciarse de ellos, el equipo vestía un calzón negro que se completaba con unas medias a rayas de dichos colores.
El otro color identificativo del país, el azul, está presente también en la bandera israelí. Dos franjas horizontales encuadran la estrella de David (מגן דוד Magen David), símbolo identificativo del judaísmo y presente en el escudo de la selección israelí y la Asociación de Fútbol de Israel en la actualidad. Este color tomó gran importancia, y se alternó con el blanco en los uniformes de la selección y actualmente es el principal en la camiseta israelí.
| Primera equipación | (Ver evolución) | Equipación actual |

## Local
| 2017 Local | 2017 visita |

## Jugadores

### Última convocatoria
Lista de jugadores para los partidos ante  Estonia y  Noruega en marzo de 2025 por la Clasificación de UEFA para la Copa Mundial de Fútbol de 2026.
| N.º | Nombre            | Posición       | Edad    | PJ | Goles | Equipo             |
| --- | ----------------- | -------------- | ------- | -- | ----- | ------------------ |
| 1   | Daniel Peretz     | Portero        | 24 años | 6  | 0     | Bayern Múnich      |
| 18  | Omri Glazer       | Portero        | 29 años | 17 | 0     | Estrella Roja      |
| 23  | Yoav Gerafi       | Portero        | 31 años | 4  | 0     | Hapoel Haifa       |
| 2   | Eli Dasa          | Defensa        | 32 años | 67 | 1     | Dinamo Moscú       |
| 3   | Sean Goldberg     | Defensa        | 28 años | 19 | 0     | Maccabi Haifa      |
| 4   | Raz Shlomo        | Defensa        | 25 años | 18 | 2     | Maccabi Tel Aviv   |
| 5   | Idan Nachmias     | Defensa        | 28 años | 11 | 0     | Maccabi Tel Aviv   |
| 12  | Roy Revivo        | Defensa        | 22 años | 10 | 0     | Maccabi Tel Aviv   |
| 14  | Guy Mizrahi       | Defensa        | 24 años | 0  | 0     | Hapoel Be'er Sheva |
| 6   | Neta Lavi         | Centrocampista | 28 años | 24 | 0     | Gamba Osaka        |
| 8   | Dor Peretz        | Centrocampista | 30 años | 49 | 6     | Maccabi Tel Aviv   |
| 11  | Oscar Gloukh      | Centrocampista | 21 años | 20 | 3     | Red Bull Salzburgo |
| 15  | Eliel Peretz      | Centrocampista | 28 años | 4  | 0     | Hapoel Be'er Sheva |
| 16  | Mohammad Abu Fani | Centrocampista | 27 años | 30 | 3     | Ferencváros        |
| 20  | Dan Biton         | Centrocampista | 26 años | 6  | 0     | Hapoel Be'er Sheva |
| 22  | Mahmoud Jaber     | Centrocampista | 25 años | 12 | 0     | Maccabi Haifa      |
| 7   | Yarden Shua       | Delantero      | 26 años | 2  | 1     | Beitar Jerusalén   |
| 9   | Tai Baribo        | Delantero      | 27 años | 19 | 3     | Philadelphia Union |
| 10  | Manor Solomon     | Delantero      | 25 años | 43 | 7     | Leeds United       |
| 13  | Anan Khalaily     | Delantero      | 20 años | 10 | 1     | Union SG           |
| 17  | Dor Turgeman      | Delantero      | 21 años | 8  | 1     | Maccabi Tel Aviv   |
| 19  | Liel Abada        | Delantero      | 23 años | 16 | 1     | Charlotte FC       |
| 21  | Dean David        | Delantero      | 29 años | 9  | 1     | Maccabi Haifa      |
| DT  | Ran Ben Shimon    | Entrenador     | 54 años | 10 |       |                    |

### Más participaciones

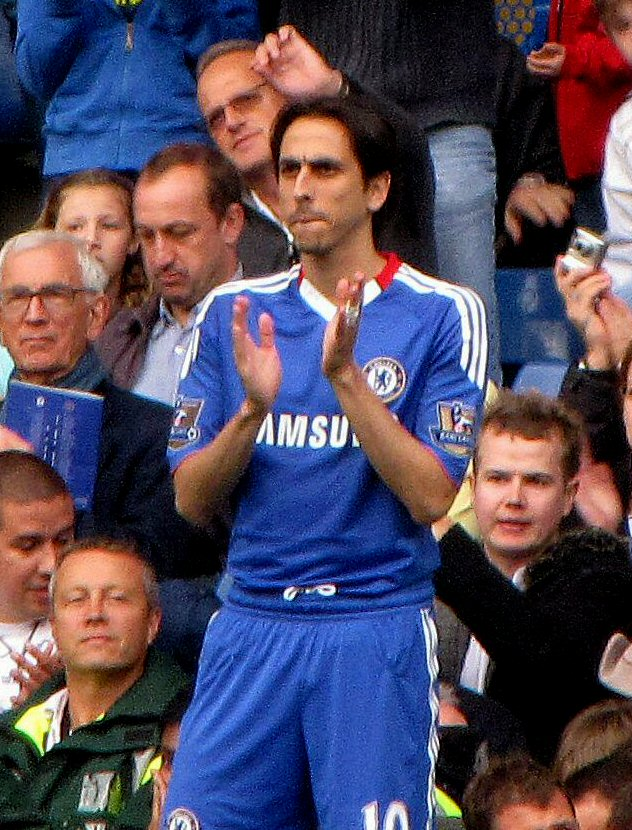
Yossi Benayoun es el jugador con más partidos internacionales de Israel con 101 partidos internacionales

A partir del 30 de marzo de 2023, los diez jugadores con más partidos para Israel son:
| #  | Jugador        | Periodo   | Partidos |
| -- | -------------- | --------- | -------- |
| 1  | Yossi Benayoun | 1998–2017 | 101      |
| 2  | Tal Ben Haim   | 2002–2017 | 95       |
| 3  | Arik Benado    | 1995–2007 | 94       |
| 4  | Alon Harazi    | 1992–2006 | 88       |
| 4  | Bibras Natkho  | 2010–2023 | 88       |
| 6  | Amir Schelach  | 1992–2001 | 85       |
| 7  | Avi Nimni      | 1992–2005 | 80       |
| 8  | Eyal Berkovic  | 1992–2004 | 78       |
| 8  | Dudu Aouate    | 1999–2013 | 78       |
| 10 | Tal Banin      | 1990–2003 | 77       |

### Máximos Goleadores

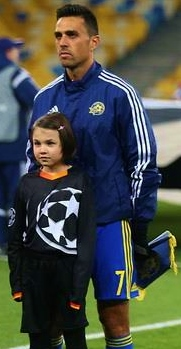
Eran Zahavi es el máximo goleador de Israel con 33 goles

A partir del 30 de marzo de 2023, los diez jugadores con más goles para Israel son:
| #  | Jugador             | Periodo   | Goles | PJ. | Promedio |
| -- | ------------------- | --------- | ----- | --- | -------- |
| 1  | Eran Zahavi         | 2010-act. | 33    | 70  | 0.47     |
| 2  | Mordechai Spiegler  | 1963-1977 | 24    | 57  | 0.42     |
| 3  | Ronen Harazi        | 1992-1999 | 23    | 52  | 0.44     |
| 3  | Yossi Benayoun      | 1998-2017 | 23    | 101 | 0.23     |
| 5  | Nahum Stelmach      | 1956-1968 | 19    | 45  | 0.42     |
| 6  | Alon Mizrahi        | 1992-2001 | 17    | 37  | 0.46     |
| 6  | Tomer Hemed         | 2011-act. | 17    | 38  | 0.45     |
| 6  | Eli Ohana           | 1984-1997 | 17    | 50  | 0.34     |
| 6  | Avi Nimni           | 1992-2005 | 17    | 80  | 0.21     |
| 10 | Yehoshua Feigenbaum | 1966-1977 | 15    | 36  | 0.42     |

## Seleccionadores

### Con Palestina
| Entrenador    | Años | Partidos | Ganados | Empatados | Perdidos | GF | GC | % Victorias |
| ------------- | ---- | -------- | ------- | --------- | -------- | -- | -- | ----------- |
| Shimon Ratner | 1934 | 2        | 0       | 0         | 2        | 2  | 11 | 00.0%       |
| Egon Pollak   | 1938 | 2        | 0       | 0         | 2        | 1  | 4  | 00.0%       |
| Arthur Baar   | 1940 | 1        | 1       | 0         | 0        | 5  | 1  | 100.0%      |

### Con Israel
| Egon Pollak                     | 1948          | 1  | 0  | 0  | 0  | 0   | 1   | 00.0%  |
| Lajos Hess                      | 1949          | 3  | 1  | 0  | 2  | 5   | 12  | 33.3%  |
| László Székely                  | 1950          | 2  | 1  | 0  | 1  | 7   | 4   | 50.0%  |
| Jerry Beit haLevi               | 1953-1954     | 5  | 0  | 0  | 5  | 1   | 7   | 00.0%  |
| Jack Gibbons                    | 1956          | 5  | 2  | 0  | 3  | 7   | 12  | 40.0%  |
| Jerry Beit haLevi               | 1957          | 1  | 0  | 0  | 1  | 4   | 5   | 00.0%  |
| Moshe Varon                     | 1958          | 5  | 2  | 0  | 3  | 6   | 7   | 40.0%  |
| Gyula Mándi                     | 1959-1963     | 31 | 12 | 7  | 12 | 49  | 63  | 50.0%  |
| George Ainsley                  | 1963-1964     | 3  | 2  | 0  | 1  | 4   | 2   | 66.7%  |
| Yosef Mirmovich                 | 1964          | 1  | 0  | 0  | 1  | 0   | 4   | 00.0%  |
| Gyula Mándi                     | 1964          | 3  | 3  | 0  | 0  | 5   | 1   | 100.0% |
| Yosef Mirmovich                 | 1964-1965     | 3  | 1  | 0  | 2  | 2   | 2   | 33.3%  |
| Milovan Ćirić                   | 1965-1968     | 25 | 8  | 2  | 15 | 43  | 45  | 36.0%  |
| Emmanuel Scheffer               | 1968-1970     | 24 | 8  | 8  | 8  | 44  | 34  | 50.0%  |
| Edmond Schmilovich              | 1970-1973     | 19 | 10 | 4  | 5  | 27  | 13  | 63.2%  |
| David Schweitzer                | 1973-1977     | 36 | 17 | 11 | 8  | 67  | 34  | 62.5%  |
| Emmanuel Scheffer               | 1978-1979     | 13 | 5  | 4  | 4  | 17  | 15  | 53.8%  |
| Jack Mansell                    | 1980-1981     | 10 | 2  | 3  | 5  | 8   | 12  | 35.0%  |
| Yosef Mirmovich                 | 1983-1986     | 27 | 8  | 9  | 10 | 39  | 36  | 46.3%  |
| Miljenko Mihić                  | 1986-1988     | 20 | 4  | 5  | 11 | 27  | 35  | 32.5%  |
| Itzhak Schneor Ya'akov Grundman | 1988-1992     | 18 | 5  | 5  | 8  | 21  | 30  | 32.5%  |
| Shlomo Scharf                   | 1992-1999     | 82 | 31 | 18 | 33 | 131 | 118 | 48.2%  |
| Richard Møller Nielsen          | 2000-2001     | 20 | 7  | 4  | 9  | 29  | 33  | 45.0%  |
| Avraham Grant                   | 2002-2006     | 33 | 14 | 13 | 6  | 55  | 37  | 62.1%  |
| Dror Kashtan                    | 2006-2010     | 19 | 10 | 4  | 5  | 27  | 19  | 52.6%  |
| Eli Ohana (interino)            | 2010          | 1  | 1  | 0  | 0  | 2   | 0   | 100%   |
| Luis Fernández                  | 2010-2011     | 0  | 0  | 0  | 0  | 0   | 0   | 0      |
| Eli Guttman                     | 2011-2015     | 0  | 0  | 0  | 0  | 0   | 0   | 0      |
| Alon Hazan (interino)           | 2016          | 1  | 0  | 0  | 1  | 0   | 2   | 00.0   |
| Elisha Levy                     | 2016-2018     | 18 | 3  | 0  | 1  | 8   | 5   | 75.00  |
| Andi Herzog                     | 2018-2020     | 16 | 6  | 2  | 8  | 22  | 23  | 37.50  |
| Willibald Ruttensteiner         | 2020-2022     | 19 | 8  | 3  | 8  | 36  | 37  | 42.11  |
| Alon Hazan                      | 2022-2024     | 18 | 7  | 5  | 6  | 27  | 28  | 48.14% |
| Ran Ben Shimon                  | 2024-presente |    |    |    |    |     |     |        |

## Estadísticas

### Copa Mundial de Fútbol
| Copa Mundial de Fútbol | Copa Mundial de Fútbol  | Copa Mundial de Fútbol  | Copa Mundial de Fútbol  | Copa Mundial de Fútbol  | Copa Mundial de Fútbol  | Copa Mundial de Fútbol  | Copa Mundial de Fútbol  | Copa Mundial de Fútbol  | Copa Mundial de Fútbol  |
| Año                    | Ronda                   |                         | J                       | G                       | E                       | P                       | GF                      | GC                      | DG                      |
| ---------------------- | ----------------------- | ----------------------- | ----------------------- | ----------------------- | ----------------------- | ----------------------- | ----------------------- | ----------------------- | ----------------------- |
| 1930                   | No existía la selección | No existía la selección | No existía la selección | No existía la selección | No existía la selección | No existía la selección | No existía la selección | No existía la selección | No existía la selección |
| 1934                   | No clasificó            | No clasificó            | No clasificó            | No clasificó            | No clasificó            | No clasificó            | No clasificó            | No clasificó            | No clasificó            |
| 1938                   | No clasificó            | No clasificó            | No clasificó            | No clasificó            | No clasificó            | No clasificó            | No clasificó            | No clasificó            | No clasificó            |
| 1950                   | No clasificó            | No clasificó            | No clasificó            | No clasificó            | No clasificó            | No clasificó            | No clasificó            | No clasificó            | No clasificó            |
| 1954                   | No clasificó            | No clasificó            | No clasificó            | No clasificó            | No clasificó            | No clasificó            | No clasificó            | No clasificó            | No clasificó            |
| 1958                   | No clasificó            | No clasificó            | No clasificó            | No clasificó            | No clasificó            | No clasificó            | No clasificó            | No clasificó            | No clasificó            |
| 1962                   | No clasificó            | No clasificó            | No clasificó            | No clasificó            | No clasificó            | No clasificó            | No clasificó            | No clasificó            | No clasificó            |
| 1966                   | No clasificó            | No clasificó            | No clasificó            | No clasificó            | No clasificó            | No clasificó            | No clasificó            | No clasificó            | No clasificó            |
| 1970                   | Primera fase            | 12.º                    | 3                       | 0                       | 2                       | 1                       | 1                       | 3                       | -2                      |
| 1974                   | No clasificó            | No clasificó            | No clasificó            | No clasificó            | No clasificó            | No clasificó            | No clasificó            | No clasificó            | No clasificó            |
| 1978                   | No clasificó            | No clasificó            | No clasificó            | No clasificó            | No clasificó            | No clasificó            | No clasificó            | No clasificó            | No clasificó            |
| 1982                   | No clasificó            | No clasificó            | No clasificó            | No clasificó            | No clasificó            | No clasificó            | No clasificó            | No clasificó            | No clasificó            |
| 1986                   | No clasificó            | No clasificó            | No clasificó            | No clasificó            | No clasificó            | No clasificó            | No clasificó            | No clasificó            | No clasificó            |
| 1990                   | No clasificó            | No clasificó            | No clasificó            | No clasificó            | No clasificó            | No clasificó            | No clasificó            | No clasificó            | No clasificó            |
| 1994                   | No clasificó            | No clasificó            | No clasificó            | No clasificó            | No clasificó            | No clasificó            | No clasificó            | No clasificó            | No clasificó            |
| 1998                   | No clasificó            | No clasificó            | No clasificó            | No clasificó            | No clasificó            | No clasificó            | No clasificó            | No clasificó            | No clasificó            |
| 2002                   | No clasificó            | No clasificó            | No clasificó            | No clasificó            | No clasificó            | No clasificó            | No clasificó            | No clasificó            | No clasificó            |
| 2006                   | No clasificó            | No clasificó            | No clasificó            | No clasificó            | No clasificó            | No clasificó            | No clasificó            | No clasificó            | No clasificó            |
| 2010                   | No clasificó            | No clasificó            | No clasificó            | No clasificó            | No clasificó            | No clasificó            | No clasificó            | No clasificó            | No clasificó            |
| 2014                   | No clasificó            | No clasificó            | No clasificó            | No clasificó            | No clasificó            | No clasificó            | No clasificó            | No clasificó            | No clasificó            |
| 2018                   | No clasificó            | No clasificó            | No clasificó            | No clasificó            | No clasificó            | No clasificó            | No clasificó            | No clasificó            | No clasificó            |
| 2022                   | No clasificó            | No clasificó            | No clasificó            | No clasificó            | No clasificó            | No clasificó            | No clasificó            | No clasificó            | No clasificó            |
| 2026                   | Por disputarse          | Por disputarse          | Por disputarse          | Por disputarse          | Por disputarse          | Por disputarse          | Por disputarse          | Por disputarse          | Por disputarse          |
| 2030                   | Por disputarse          | Por disputarse          | Por disputarse          | Por disputarse          | Por disputarse          | Por disputarse          | Por disputarse          | Por disputarse          | Por disputarse          |
| 2034                   | Por disputarse          | Por disputarse          | Por disputarse          | Por disputarse          | Por disputarse          | Por disputarse          | Por disputarse          | Por disputarse          | Por disputarse          |
| Total                  | 1/22                    | 65.º                    | 3                       | 0                       | 2                       | 1                       | 1                       | 3                       | -2                      |

### Copa Asiática
- Israel fue miembro de la AFC desde 1956 hasta 1974.

| Copa Asiática | Copa Asiática                       | Copa Asiática                       | Copa Asiática                       | Copa Asiática                       | Copa Asiática                       | Copa Asiática                       | Copa Asiática                       | Copa Asiática                       | Copa Asiática                       |
| Año           | Ronda                               |                                     | J                                   | G                                   | E                                   | P                                   | GF                                  | GC                                  | DG                                  |
| ------------- | ----------------------------------- | ----------------------------------- | ----------------------------------- | ----------------------------------- | ----------------------------------- | ----------------------------------- | ----------------------------------- | ----------------------------------- | ----------------------------------- |
| 1956          | Subcampeón                          | 2.º                                 | 3                                   | 2                                   | 0                                   | 1                                   | 6                                   | 5                                   | +1                                  |
| 1960          | Subcampeón                          | 2.º                                 | 3                                   | 2                                   | 0                                   | 1                                   | 6                                   | 4                                   | +2                                  |
| 1964          | Campeón                             | 1.º                                 | 3                                   | 3                                   | 0                                   | 0                                   | 5                                   | 1                                   | +4                                  |
| 1968          | Tercer lugar                        | 3.º                                 | 4                                   | 2                                   | 0                                   | 2                                   | 11                                  | 5                                   | +6                                  |
| 1972          | Se retiró                           | Se retiró                           | Se retiró                           | Se retiró                           | Se retiró                           | Se retiró                           | Se retiró                           | Se retiró                           | Se retiró                           |
| 1976          | Dejó de pertenecer a la AFC en 1974 | Dejó de pertenecer a la AFC en 1974 | Dejó de pertenecer a la AFC en 1974 | Dejó de pertenecer a la AFC en 1974 | Dejó de pertenecer a la AFC en 1974 | Dejó de pertenecer a la AFC en 1974 | Dejó de pertenecer a la AFC en 1974 | Dejó de pertenecer a la AFC en 1974 | Dejó de pertenecer a la AFC en 1974 |
| Total         | 4/5                                 | 14.º                                | 13                                  | 9                                   | 0                                   | 4                                   | 28                                  | 15                                  | +13                                 |

### Eurocopa
- Israel es miembro de la UEFA desde 1994.[19]

| Eurocopa | Eurocopa       | Eurocopa       | Eurocopa       | Eurocopa       | Eurocopa       | Eurocopa       | Eurocopa       |
| Año      | Ronda          | J              | G              | E              | P              | GF             | GC             |
| -------- | -------------- | -------------- | -------------- | -------------- | -------------- | -------------- | -------------- |
| 1996     | No clasificó   | No clasificó   | No clasificó   | No clasificó   | No clasificó   | No clasificó   | No clasificó   |
| 2000     | No clasificó   | No clasificó   | No clasificó   | No clasificó   | No clasificó   | No clasificó   | No clasificó   |
| 2004     | No clasificó   | No clasificó   | No clasificó   | No clasificó   | No clasificó   | No clasificó   | No clasificó   |
| 2008     | No clasificó   | No clasificó   | No clasificó   | No clasificó   | No clasificó   | No clasificó   | No clasificó   |
| 2012     | No clasificó   | No clasificó   | No clasificó   | No clasificó   | No clasificó   | No clasificó   | No clasificó   |
| 2016     | No clasificó   | No clasificó   | No clasificó   | No clasificó   | No clasificó   | No clasificó   | No clasificó   |
| 2020     | No clasificó   | No clasificó   | No clasificó   | No clasificó   | No clasificó   | No clasificó   | No clasificó   |
| 2024     | No clasificó   | No clasificó   | No clasificó   | No clasificó   | No clasificó   | No clasificó   | No clasificó   |
| 2028     | Por disputarse | Por disputarse | Por disputarse | Por disputarse | Por disputarse | Por disputarse | Por disputarse |
| 2032     | Por disputarse | Por disputarse | Por disputarse | Por disputarse | Por disputarse | Por disputarse | Por disputarse |
| Total    | 0/7            | -              | -              | -              | -              | -              | -              |

## Clasificación FIFA

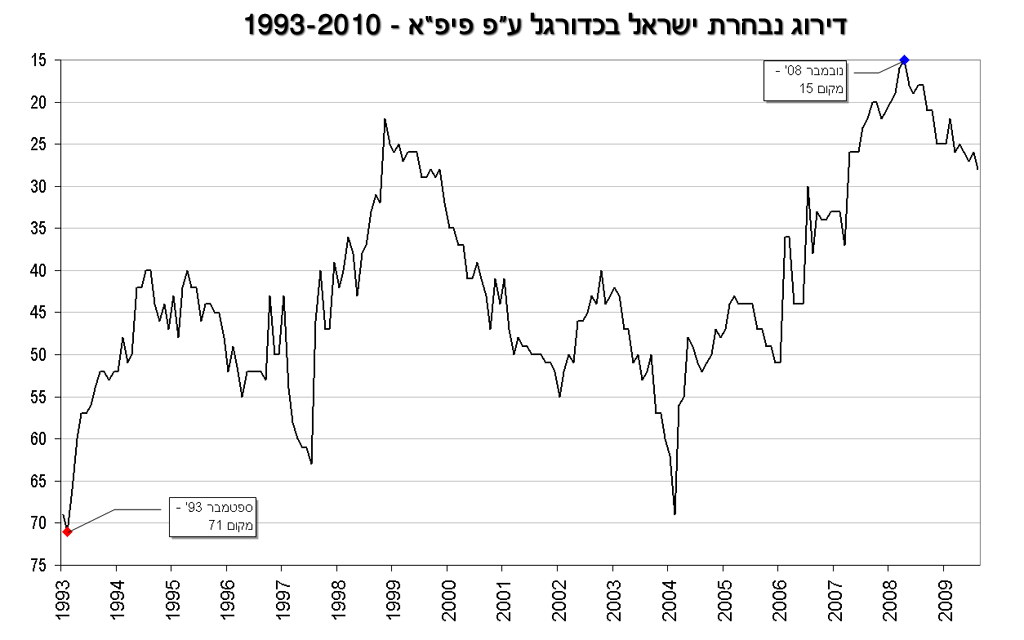
Cuadro con la clasificación histórica FIFA de la selección.

### Liga de Naciones de la UEFA
| Liga de Naciones de la UEFA | Liga de Naciones de la UEFA | Liga de Naciones de la UEFA | Liga de Naciones de la UEFA | Liga de Naciones de la UEFA | Liga de Naciones de la UEFA | Liga de Naciones de la UEFA | Liga de Naciones de la UEFA | Liga de Naciones de la UEFA | Liga de Naciones de la UEFA | Liga de Naciones de la UEFA | Liga de Naciones de la UEFA |
| Año                         | L                           | G                           | Ronda                       | Posición                    | J                           | G                           | E                           | P                           | GF                          | GC                          | DG                          |
| --------------------------- | --------------------------- | --------------------------- | --------------------------- | --------------------------- | --------------------------- | --------------------------- | --------------------------- | --------------------------- | --------------------------- | --------------------------- | --------------------------- |
| 2018-19                     | C                           | 1                           | Segundo lugar               | 30.º                        | 4                           | 3                           | 0                           | 1                           | 10                          | 4                           | +6                          |
| 2020-21                     | B                           | 2                           | Tercer lugar                | 25.º                        | 6                           | 2                           | 2                           | 2                           | 7                           | 7                           | 0                           |
| 2022-23                     | B                           | 2                           | Primer lugar                | 17.º                        | 4                           | 2                           | 2                           | 0                           | 8                           | 6                           | +2                          |
| Total                       | Total                       | Total                       | 3/3                         | 30.º                        | 14                          | 7                           | 4                           | 3                           | 25                          | 17                          | +8                          |

### Juegos Olímpicos
| Año              | Ronda                                                    | Posición                                                 | PJ                                                       | PG                                                       | PE                                                       | PP                                                       | GF                                                       | GC                                                       | Dif.                                                     | Goleador                                                 |
| ---------------- | -------------------------------------------------------- | -------------------------------------------------------- | -------------------------------------------------------- | -------------------------------------------------------- | -------------------------------------------------------- | -------------------------------------------------------- | -------------------------------------------------------- | -------------------------------------------------------- | -------------------------------------------------------- | -------------------------------------------------------- |
| Atenas 1896      | No hubo competición de fútbol                            | No hubo competición de fútbol                            | No hubo competición de fútbol                            | No hubo competición de fútbol                            | No hubo competición de fútbol                            | No hubo competición de fútbol                            | No hubo competición de fútbol                            | No hubo competición de fútbol                            | No hubo competición de fútbol                            | No hubo competición de fútbol                            |
| París 1900       | Los disputaron clubes                                    | Los disputaron clubes                                    | Los disputaron clubes                                    | Los disputaron clubes                                    | Los disputaron clubes                                    | Los disputaron clubes                                    | Los disputaron clubes                                    | Los disputaron clubes                                    | Los disputaron clubes                                    | Los disputaron clubes                                    |
| St. Louis 1904   | Los disputaron clubes                                    | Los disputaron clubes                                    | Los disputaron clubes                                    | Los disputaron clubes                                    | Los disputaron clubes                                    | Los disputaron clubes                                    | Los disputaron clubes                                    | Los disputaron clubes                                    | Los disputaron clubes                                    | Los disputaron clubes                                    |
| Londres 1908     | No existía la selección                                  | No existía la selección                                  | No existía la selección                                  | No existía la selección                                  | No existía la selección                                  | No existía la selección                                  | No existía la selección                                  | No existía la selección                                  | No existía la selección                                  | No existía la selección                                  |
| Estocolmo 1912   | No existía la selección                                  | No existía la selección                                  | No existía la selección                                  | No existía la selección                                  | No existía la selección                                  | No existía la selección                                  | No existía la selección                                  | No existía la selección                                  | No existía la selección                                  | No existía la selección                                  |
| Amberes 1920     | No existía la selección                                  | No existía la selección                                  | No existía la selección                                  | No existía la selección                                  | No existía la selección                                  | No existía la selección                                  | No existía la selección                                  | No existía la selección                                  | No existía la selección                                  | No existía la selección                                  |
| París 1924       | No existía la selección                                  | No existía la selección                                  | No existía la selección                                  | No existía la selección                                  | No existía la selección                                  | No existía la selección                                  | No existía la selección                                  | No existía la selección                                  | No existía la selección                                  | No existía la selección                                  |
| Ámsterdam 1928   | No existía la selección                                  | No existía la selección                                  | No existía la selección                                  | No existía la selección                                  | No existía la selección                                  | No existía la selección                                  | No existía la selección                                  | No existía la selección                                  | No existía la selección                                  | No existía la selección                                  |
| Los Ángeles 1932 | No hubo competición de fútbol                            | No hubo competición de fútbol                            | No hubo competición de fútbol                            | No hubo competición de fútbol                            | No hubo competición de fútbol                            | No hubo competición de fútbol                            | No hubo competición de fútbol                            | No hubo competición de fútbol                            | No hubo competición de fútbol                            | No hubo competición de fútbol                            |
| Berlín 1936      | No participó                                             | No participó                                             | No participó                                             | No participó                                             | No participó                                             | No participó                                             | No participó                                             | No participó                                             | No participó                                             | No participó                                             |
| Londres 1948     | No participó                                             | No participó                                             | No participó                                             | No participó                                             | No participó                                             | No participó                                             | No participó                                             | No participó                                             | No participó                                             | No participó                                             |
| Helsinki 1952    | No participó                                             | No participó                                             | No participó                                             | No participó                                             | No participó                                             | No participó                                             | No participó                                             | No participó                                             | No participó                                             | No participó                                             |
| Melbourne 1956   | No clasificó                                             | No clasificó                                             | No clasificó                                             | No clasificó                                             | No clasificó                                             | No clasificó                                             | No clasificó                                             | No clasificó                                             | No clasificó                                             | No clasificó                                             |
| Roma 1960        | No clasificó                                             | No clasificó                                             | No clasificó                                             | No clasificó                                             | No clasificó                                             | No clasificó                                             | No clasificó                                             | No clasificó                                             | No clasificó                                             | No clasificó                                             |
| Tokio 1964       | No clasificó                                             | No clasificó                                             | No clasificó                                             | No clasificó                                             | No clasificó                                             | No clasificó                                             | No clasificó                                             | No clasificó                                             | No clasificó                                             | No clasificó                                             |
| México 1968      | Cuartos de final                                         | 5.º                                                      | 4                                                        | 2                                                        | 1                                                        | 1                                                        | 9                                                        | 7                                                        | +2                                                       | Yehoshua Feigenbaum (4)                                  |
| Múnich 1972      | No clasificó                                             | No clasificó                                             | No clasificó                                             | No clasificó                                             | No clasificó                                             | No clasificó                                             | No clasificó                                             | No clasificó                                             | No clasificó                                             | No clasificó                                             |
| Montreal 1976    | Cuartos de final                                         | 6.º                                                      | 4                                                        | 0                                                        | 3                                                        | 1                                                        | 4                                                        | 7                                                        | -3                                                       | Vicky Peretz (2)                                         |
| Moscú 1980       | No clasificó                                             | No clasificó                                             | No clasificó                                             | No clasificó                                             | No clasificó                                             | No clasificó                                             | No clasificó                                             | No clasificó                                             | No clasificó                                             | No clasificó                                             |
| Los Ángeles 1984 | No clasificó                                             | No clasificó                                             | No clasificó                                             | No clasificó                                             | No clasificó                                             | No clasificó                                             | No clasificó                                             | No clasificó                                             | No clasificó                                             | No clasificó                                             |
| Seúl 1988        | No clasificó                                             | No clasificó                                             | No clasificó                                             | No clasificó                                             | No clasificó                                             | No clasificó                                             | No clasificó                                             | No clasificó                                             | No clasificó                                             | No clasificó                                             |
| Barcelona 1992   | Desde 1992 la competición la disputan selecciones sub-23 | Desde 1992 la competición la disputan selecciones sub-23 | Desde 1992 la competición la disputan selecciones sub-23 | Desde 1992 la competición la disputan selecciones sub-23 | Desde 1992 la competición la disputan selecciones sub-23 | Desde 1992 la competición la disputan selecciones sub-23 | Desde 1992 la competición la disputan selecciones sub-23 | Desde 1992 la competición la disputan selecciones sub-23 | Desde 1992 la competición la disputan selecciones sub-23 | Desde 1992 la competición la disputan selecciones sub-23 |
| Total            | 2/22                                                     | 41.º                                                     | 8                                                        | 2                                                        | 4                                                        | 2                                                        | 13                                                       | 14                                                       | -1                                                       | Yehoshua Feigenbaum (4)                                  |

## Categorías inferiores
Las categorías inferiores de la selección de fútbol de Israel, son el conjunto de selecciones de la Asociación de Fútbol de Israel integradas en su conjunto por jugadores de entre 16 a 23 años, que representan a Israel en los diferentes torneos internacionales agrupados en diferentes categorías de edad y que constituyen los escalafones previos a la selección absoluta.
Las diferentes categorías se establecen por el año de nacimiento de los jugadores y normalmente incluyen a futbolistas nacidos en dos años consecutivos. Tradicionalmente la denominación de la selección se refiere a la edad máxima de los jugadores habiendo así competiciones oficiales desde los sub-15 hasta los sub-23.

### Selección sub-23
La selección sub-23 (o selección olímpica) es, desde los Juegos Olímpicos de Barcelona 1992, la encargada de defender a Israel en la competición de fútbol, motivo por el que recibe el calificativo de olímpica. Los jugadores participantes en los mismos deben tener menos de 23 años de edad a excepción de tres que pueden ser mayores de esa edad. El torneo olímpico es considerado así como una Copa Mundial sub-23. Israel nunca ha llegado a jugar la fase final en el torneo olímpico.

### Selección sub-21
La selección de fútbol sub-21 de Israel es el equipo formado por jugadores de nacionalidad israelí menores de 21 años de edad que representa a la Asociación de Fútbol de Israel en la Eurocopa sub-21 y su clasificación en dicho torneo, clasifica a la selección sub-23 para los Juegos Olímpicos. Israel solo se ha clasificado para en una ocasión para participar en la Eurocopa sub-21, en 2007 solo llegó a la fase de grupos. Su actual seleccionador es Motti Ivanir.
Técnicamente, se trata de una selección que puede también ser considerada sub-23, ya que el requisito de que sus jugadores deban de ser menores de 21 años se exige al comienzo de cada Eurocopa, pero al durar ésta dos años, algunos futbolistas la disputan hasta los 23 años. Debido a esta circunstancia, ambas selecciones son casi consideradas la misma, al tratarse del mismo staff técnico y jugadores, pero cambiando su denominación según la competición.

### Selección sub-20
La selección de fútbol sub-20 de Israel es el equipo formado por futbolistas de nacionalidad israelí menores de 20 años de edad que representa a la Asociación de Fútbol de Israel en el Mundial sub-20. Es la segunda selección filial de la selección absoluta por detrás de la selección de fútbol sub-21 de Israel y su categoría, es la sucesora del bloque de la selección de fútbol sub-19 de Israel que disputa el Europeo, por lo que ambas poseen el mismo «staff» técnico.
En el Mundial Sub-20 disputado en 2023 en Argentina, del que participa por primera vez, Israel hace historia y obtiene el tercer puesto al ganarle a Corea del Sur 3 a 1, en lo que se considera su mejor actuación en mundiales de todos los tiempos

### Selección sub-19
La selección de fútbol sub-19 de Israel (en hebreo נבחרת הנוער של ישראל בכדורגל) es el equipo formado por jugadores de nacionalidad israelí menores de 19 años de edad, que representa a la Asociación de Fútbol de Israel en el Campeonato de Europa Sub-19. Solo ha conseguido llegar a la fase final en la Eurocopa Sub-19 de 1997, logrando una cuarta posición. El seleccionador de la selección Sub-19 de Israel es Eli Ohana. Si bien en Europa no han tenido actuaciones importantes, en Asia cuando eran parte de la AFC lograron 6 Campeonatos Sub-19, dos de ellos compartidos con Birmania.

### Selección sub-17
La selección de fútbol sub-17 de Israel es el equipo formado por jugadores de nacionalidad israelí menores de 17 años de edad, que representa a la Asociación de Fútbol de Israel en la Copa del Mundo Sub-17 y en el Europeo Sub-17. Ha participado en el europeo en 9 ocasiones, siendo su mejor resultado un tercer puesto en 1996.
Es una de las categorías inferiores de la selección de fútbol de Israel y sustituyó internacionalmente a la selección Sub-16 ya que en competiciones oficiales, esa categoría pasó a Sub-17 en 1991 para la FIFA y en 2002 para la UEFA.

## Otras modalidades

### Selección femenina

Fútbol femenino

La selección de fútbol femenino representa a Israel en los torneos a nivel internacional. El equipo forma parte de la Asociación de Fútbol de Israel y es entrenado por Meir Nachmias. La selección israelí es una de la más débiles de Europa, en la clasificación mundial de la FIFA el equipo se encuentra actualmente en la posición 60.º
Israel jugó su primer partido oficial el 27 de agosto de 1977 en Zaandam, Países Bajos y perdieron por 12-0 con las holandesas. Las jugadoras israelíes nunca han participado en un torneo importante en el fútbol femenino, ya sea de en la Eurocopa Femenina, Copa Mundial Femenina de Fútbol o Juegos Olímpicos.

### Selección de fútbol sala

Fútbol sala

El equipo nacional de fútbol sala de Israel es controlado por la Asociación de Fútbol de Israel, el órgano rector para el fútbol sala en Israel y representa al país en las competiciones internacionales de fútbol sala, como en el Campeonato Mundial de fútbol sala de la FIFA y en la Eurocopa de fútbol sala.

### Selección de fútbol playa

Fútbol playa

El equipo nacional de fútbol playa representa a Israel en las competiciones internacionales de fútbol playa y es controlado por la Asociación de Fútbol de Israel (IFA), el organismo rector del fútbol en Israel. El entrenador del equipo nacional es Benyamin Lam.
El equipo de fútbol playa de Israel fue fundado en el año 2007.  Para celebrar el primer partido oficial, el IFA programó un partido amistoso entre Israel e Inglaterra. El encuentro terminó con victoria de Israel por un 6-5.

## Palmarés

### Selección absoluta
- Copa Asiática
  -  Campeón (1): 1964.
  -  Subcampeón (2): 1960 y 1956.
  -  Tercer lugar: 1968.

### Selección olímpica
- Juegos Asiáticos
  -  Subcampeón (1): 1974.